# Steintor (Wittenberge)

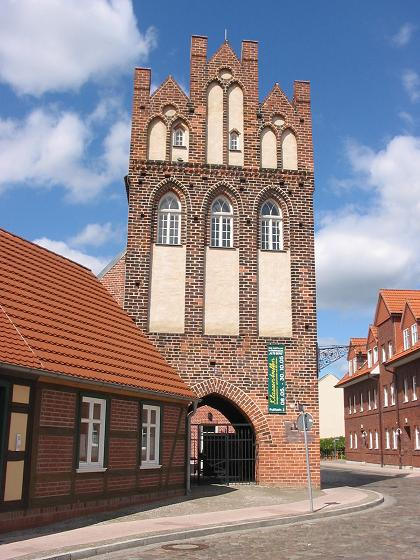
Steintor in Wittenberge

Das Steintor ist eines der Wahrzeichen von Wittenberge in der brandenburgischen Prignitz. Es findet eine erste Erwähnung im Jahr 1297 im Zusammenhang mit einem Bericht über einen Angriff durch Ritter aus Mecklenburg. Diese überraschten angeblich Otto I. Gans zu Putlitz aus dem Geschlecht der Gans zu Putlitz im Bade und entführten den Stadtherren. Bei diesem Angriff brannte das Steintor ab. Um 1450 kam es zum Wiederaufbau des Tores, das bis heute überdauert hat und das älteste Gebäude der Stadt ist.